# Király Viktor: A döntőben elhangzott dalok
A döntőben elhangzott dalok Király Viktor válogatásalbuma, melyen a Megasztár 4. tehetségkutató verseny döntőjében előadott dalok hallhatóak.

## Az album dalai
- 1. 	You Are Not Alone
- 2. 	September
- 3. 	When a Man Loves a Woman
- 4. 	Hull az elsárgult levél
- 5. 	I Don’t Wanna Miss a Thing
- 6. 	This Love
- 7. 	Englishman in New York
- 8. 	Billie Jean
- 9. 	Careless Whisper
- 10. 	Santa Claus is Coming to Town
- 11. 	Love Story
- 12. 	You Are So Beautiful
- 13. 	Csillagdal 4.

## Közreműködők
- Király Viktor
- Magneoton

## Külső hivatkozások
- Információk a Zene.hu lapján